# Megakhosaridae
Megakhosaridae – wymarła rodzina owadów z rzędu świerszczokaraczanów. W zapisie kopalnym znane są od wczesnego permu do środkowego triasu. Ich skamieniałości znajduje się na terenie Rosji i Azji Środkowej.

## Opis
Były to owady o dużej, prognatycznej głowie, zaopatrzonej w przyoczka i, zwykle duże, oczy złożone. Ich przedplecze miało szerokie paranota ze stosunkowo płytkim wcięciem na przednim brzegu. Wszystkie odnóża były podobnych rozmiarów, miały blisko siebie ustawione i dość małe biodra, nieuzbrojone wierzchołki goleni oraz pięcioczłonowe stopy. W użyłkowaniu przednich skrzydeł żyłka subkostalna kończyła się łącząc z kostalną, sektor radialny brał początek w nasadowej ⅓ skrzydła, żyłka medialna zaczynała dawać odgałęzienia w nasadowej ćwiartce skrzydła, a przednia żyłka kubitalna rozwidlała się od nasadowej połowy i zwykle z tyłu była grzebieniasta. Skrzydła cechowały się również brakiem międzykrywki, nie szerszym od pola subkostalnego polem kostalnym oraz niezwężonym polem między żyłkami radialnymi. Odwłok miał krótkie przysadki odwłokowe, a u samic zaopatrzony był także w krótkie pokładełko.

## Taksonomia
Takson ten wprowadzony został w 1961 roku przez Aleksandra Szarowa. W 1962 autor ten umieszczał go w rzędzie Paraplecoptera. W 1980 Aleksandr Rasnicyn sklasyfikował go w rzędzie świerszczokaraczanów (Grylloblattida). W pracach Daniła Aristowa z 2012 oraz Aleksandra Rasnicyna i Daniła Arsitowa z 2013 wskazywano, że m.in. Eoblattidae, Megakhosaridae i Grylloblattidae stanowić powinny jeden rząd świerszczokaraczanów. Rewizji tego rzędu dokonał w 2015 Danił Aristow, uznając zgodnie z zasadą priorytetu jako jego naukową nazwę Eoblattida, a Grylloblattodea za synonim.
Po rewizji Aristowa z 2015 należą tu następujące rodzaje:
- †Abbrevikhosara Aristov,  2013
- †Blattokhosara Aristov et Storozhenko, 2014
- †Ivakhosara Aristov, 2008
- †Kargalokhosara Aristov, 2008
- †Liomopterina Riek,  1973
- †Madygenocephalus Aristov,  2011
- †Megablattogryllus Storozhenko,  1990
- †Megakhosara Martynov,  1937
- †Megakhosarella Sharov,  1961
- †Megakhosarina Storozhenko, 1993
- †Megakhosarodes Storozhenko, 1993
- †Mesoblattogryllus Storozhenko,  1990
- †Metakhosara Storozhenko,  1993
- †Microkhosara Storozhenko,  1993
- †Miolopterina Riek,  1973
- †Parakhosara Storozhenko,  1993
- †Pectinokhosara Aristov,  2004
- †Protoblattogryllus Storozhenko,  1990
- †Syndesmorpha Martynov,  1937
- †Tshekhosara Novokshonov,  1998